# ネザーランド・ダンス・シアター
ネザーランド・ダンス・シアター（英語：Netherlands Dance Theatre、略称：NDT）は、オランダ・ハーグのルーセント・ダンス・シアターを拠点とするバレエ・ダンスカンパニー。現地のオランダ語での名称はネーデルランズ・ダンス・テアーター（Nederlands Dans Theater）であるが、日本では英語名で知られている。

## 概要
1959年にオランダ国立バレエ団を退団した十数人の団員によって設立された。長年財政難に苦しんでいたが、1978年から芸術監督に就任した振付家イリ・キリアンのもと飛躍的な成長を遂げた。古典は踊らず、確かなバレエ・テクニックを基礎としたモダン、コンテンポラリーのオリジナル作品のみを上演する。ウィリアム・フォーサイス、マッツ・エック、ハンス・ファン・マネン、勅使川原三郎など多くの振付家の作品をレパートリーとし、コンテンポラリー・ダンスの発展に寄与してきた。
年齢別に I・II・III部で構成され、他のカンパニーと違い階級制度がない。
近年では、2024年8月に来日した。